# Nicolas Vilant
Nicolas Vilant (* 12. Juni 1737 in Ferryport-on-Tay, Schottland; † 25. Mai 1807 in St Andrews) war ein schottischer Mathematiker.

## Leben
Die ursprünglich aus Frankreich stammende Familie Vilant hatte mehrfache Verbindungen zu St. Andrews, wo Familienmitglieder in Akademia und in der Kirche hohe Positionen einnahmen. Vilant war der Sohn von William Vilant, dem Pfarrer von Ferryport-on-Tay und dessen zweiter Frau Jean Wilson. Sein oben angegebenes Geburtsdatum ist tatsächlich das Datum seiner Taufe. Er studierte an der University of St. Andrews unter David Gregory und schloss 1756 mit M. A. ab. Er unterrichtete anschließend Mathematik an der Watt's Academy in London.
1765 kehrte er nach St. Andrews zurück, um die Nachfolge Gregorys als Regius Professor of Mathematics anzutreten. Außer Vilant gab es vier weitere Bewerber, aber Vilant legte Empfehlungsschreiben von einflussreichen Gönnern vor, die ihm den Lehrstuhl sicherten.
Er hielt die Professur bis zu seinem Tod, konnte aber wegen schwerer rheumatischer Beschwerden nur selten selbst unterrichten. Die Vorlesungen wurden durch eine ganze Reihe von Assistenten in seinem Auftrag gehalten. Unter den Assistenten finden sich namhafte Mathematiker, beispielsweise James Glenie, John West, James Brown, Thomas Duncan und Thomas Chalmers. Kollegen beschwerten sich über die Unfähigkeit Vilants, selbst Vorlesungen zu halten. David Masson weist aber 1911 darauf hin, dass viele physikalische und mathematische Entdeckungen im späten 18. und frühen 19. Jahrhundert von St. Andrews ausgingen.

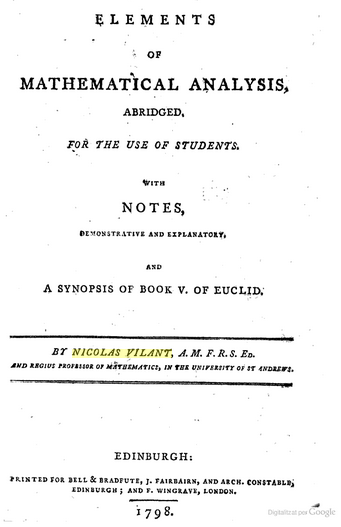
Elements of Mathematical Analysis, Abridged. For the Use of Students von Nicolas Vilant (1798)

Mit seinem Werk The Elements of Mathematical Analysis, abridged. For the Use of Students war möglicherweise das erste Buch mit analytischer Mathematik im Titel auf den britischen Inseln. Über die Mathematik auf dem Kontinent war Vilant, wie auch seine übrigen Kollegen in Großbritannien kaum informiert. Das Werk wurde in Teilen veröffentlicht und deckte schon einen wesentlichen Teil der damals bekannten Mathematik ab, wenn es ihm auch oft an Klarheit mangelte und in einem altertümelnden Stil verfasst war.
1783 wurde Vilant zum Fellow der Royal Society of Edinburgh gewählt.
Um 1770 heiratete Vilant Elizabeth Brand. Ihre beiden Söhne schrieben sich an der University of St. Andrews ein.